# Michael Unterguggenberger
Michael Unterguggenberger (Wörlitz, 1884. augusztus 15. – Wörgl, Tirol, 1936. december 19.) osztrák helyi politikus (SPÖ), Wörgl (Tirol) polgármestere 1931 és 1934 között.

## Szakmái
Miután az iskolát befejezte, fűrészmalomban dolgozott segédmunkásként. 1899-ben gépésztanonc lett Imstben. Inasságát befejezvén 1905-ben a vasútnál lett mozdonyvezető, majd később Revident és gépmester. 1931-ben Wörgl polgármesterének választották, és a vasúttól nyugdíjazták.

## Politikai pályafutása

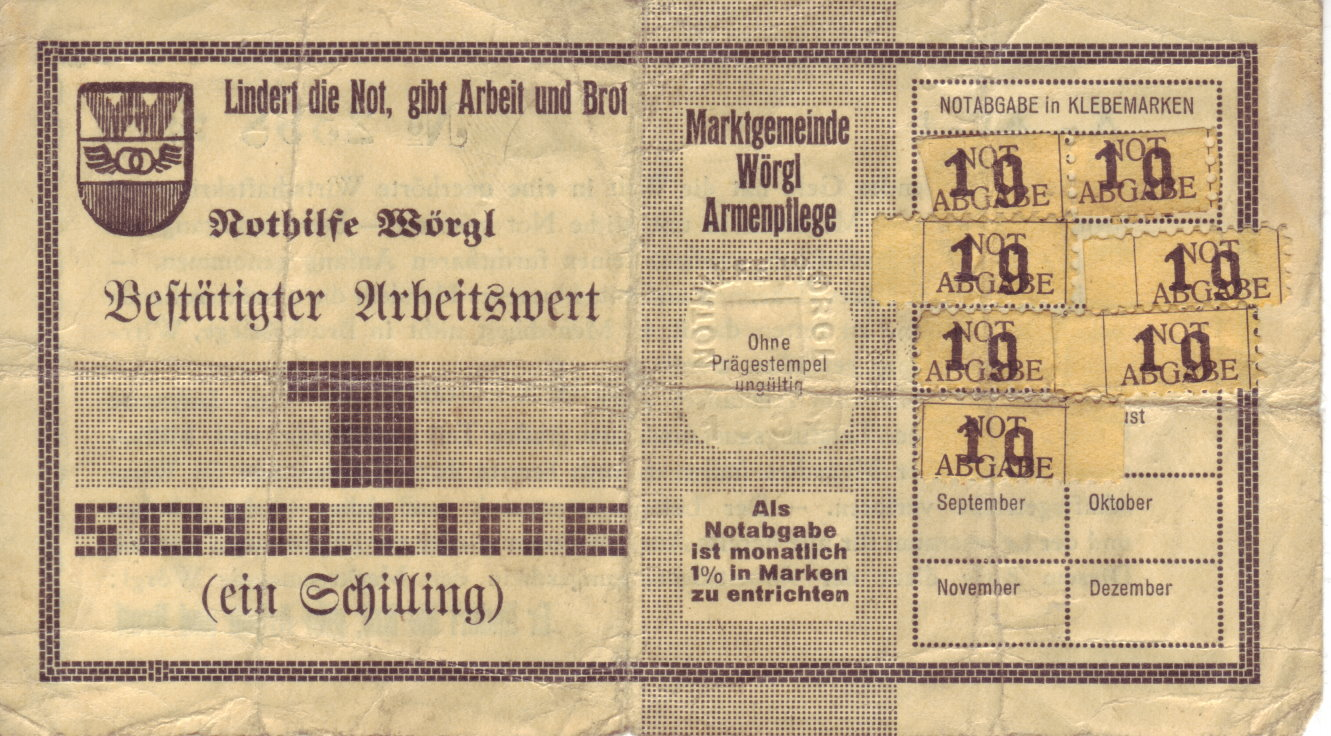
Egyshillinges bankjegy, a jobb szélén láthatóak a bélyegek

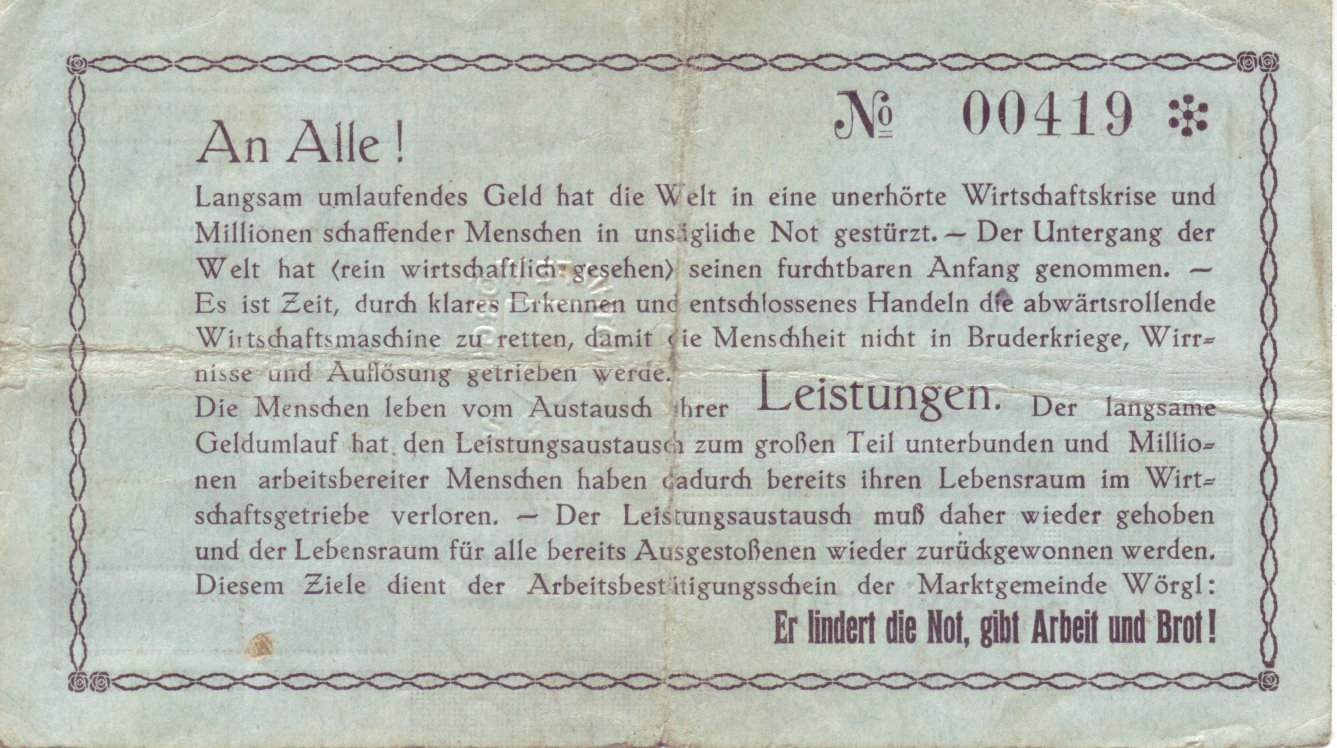
Egységes hátoldal Unterguggenberger felhívásával a kísérletben való részvételre

Politikai karrierje 1912-ben vette kezdetét, amikor belépett a Szociáldemokrata Pártba és az Osztrák Államvasutak Személyzeti Bizottságába. 1919-ben a párt Wörgl városi tanácsába küldte, és már 1920-ban ő lett az alpolgármester. Ezt az tisztet egészen polgármesterré választásáig, 1931-ig töltötte be. Az osztrák polgárháború miatt 1934 februárjában betiltottak minden baloldali pártot, így politikai karrierje is megszakadt.

## A wörgli kísérlet
Az 1929-es világgazdasági válság következtében a wörgli régió gazdasági helyzetét 1931-ben defláció nyomasztotta. A köztartozások összege 1,3 millió shilling volt, és 1500-an voltak munka nélkül. Felük a közösségi segélyekre szorult. Ez lehetetlenné tette a szükséges beruházások véghezvitelét. A forgalomban lévő aranyfedezetű pénz mennyisége érezhetően csökkent.
Mindezek alapján Michael Unterguggenberger egy olyan segélyprogramot dolgozott ki, mely a wörgli régióban 34 500 schilling értékben biztosított szabadpénzt mint egyfajta kiegészítő valutát. Az ötletet Silvio Gesell szabad gazdaságelméletére alapozta. 1932. július 8-án a wörgli közgyűléstanács egyhangúlag elfogadta a javaslatot.
Unterguggenberger sürgősségi programja hatott. Szaporodtak az építkezések, és erősödött a fogyasztás, melyek eredményeképp 1933-ra a munkanélküliek száma a régióban negyedével csökkent, miközben ez Ausztria más részei tovább növekedett. A kísérletet világszerte nagy figyelem övezte. 1933 szeptemberében a Wörgl-schilling az Osztrák Nemzeti Bank kezdeményezésére egy bírósági végzés alapján megszűnt.

## Fordítás
- Ez a szócikk részben vagy egészben  a   Michael Unterguggenberger című német Wikipédia-szócikk ezen változatának fordításán alapul.  Az eredeti cikk szerkesztőit annak laptörténete sorolja fel. Ez a jelzés csupán a megfogalmazás eredetét és a szerzői jogokat jelzi, nem szolgál a cikkben szereplő információk forrásmegjelöléseként.